# Angiopomopsis lophostoma
Angiopomopsis lophostoma är en svampart som beskrevs av Höhn. 1912. Angiopomopsis lophostoma ingår i släktet Angiopomopsis, divisionen sporsäcksvampar och riket svampar.   Inga underarter finns listade i Catalogue of Life.